# عثمان علی خان
میر عثمان علی خان سیدیچی، آصف جاه هفتم (۶ آوریل ۱۸۸۶–۲۴ فوریه ۱۹۶۷) آخرین نظام (حاکم) حیدرآباد بود. او از سال ۱۹۱۱ تا ۱۹۴۸ در ایالت حیدرآباد حکومت کرد، تا زمانی که آن ایالت ضمیمه هند شد.

## توسعه
او گفته می‌شود که یک حاکم خیرخواه بوده که از آموزش، علم و توسعه حمایت می‌کرد. در طول حکومت ۳۷ ساله، برق وارد شد، راه‌آهن، جاده‌ها و راه‌های هوایی راه اندازی شد.
او با تأسیس موسسات دولتی متعددی در شهر حیدرآباد، از جمله دانشگاه عثمانیه، بیمارستان عمومی عثمانیه، بانک دولتی حیدرآباد، فرودگاه بیگمپت و دادگاه عالی حیدرآباد استقبال کرده‌است.
دو مخزن، یعنی عثمان صاگار و حمایة صاگار در طول سلطنت او ساخته شد تا از سیل‌های بزرگ جلوگیری کنند.

## اصلاحات آموزشی

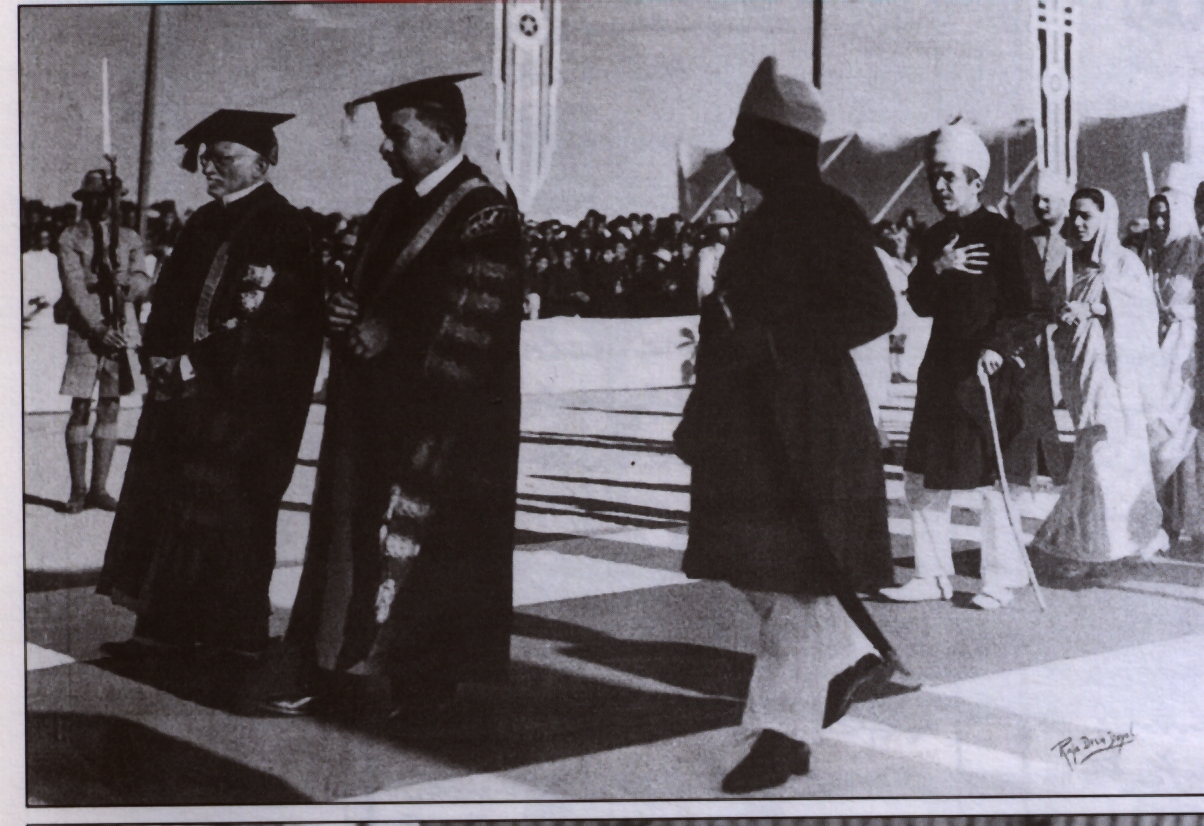
میر عثمان علی خان در حال بازدید از دانشگاه عثمانیه

رف نظر از اهدای کمک‌های مالی به مؤسسات آموزشی عمده در سراسر هند، او در طول حکومتش بسیاری از اصلاحات آموزشی را به میان آورد.
تقریباً ۱۱٪ از بودجه نظام برای آموزش و پرورش مصرف می‌شد.
او بنیانگذار دانشگاه عثمانیه، بزرگترین دانشگاه هند در آن زمان است.
او ۵۰۰ هزار روپیه به دانشگاه مسلمان آلیگار اهدا کرد.

## وفات و تشیع جنازه
او در روز جمعه، ۲۴ فوریه ۱۹۶۷، درگذشت. او خواسته بود که در مسجد جودی، مسجدی که روبروی کاخ شاهی کوتی قرار دارد و مادرش نیز در آن به خاک سپرده شده بود، به خاک سپرده شد.
حکومت روز ۲۵ فوریه سال ۱۹۶۷، روزی که نظام به خاک سپرده شد را عزای عمومی اعلام کرد. دفاتر دولتی به عنوان علامت احترام بسته شدند و پرچم ملی هند در تمام ادارات دولتی به حالت نیمه برافراشته درآمد.
میلیون‌ها نفر از تمام ادیان مختلف در ایالت حیدرآباد با قطارها، اتوبوس‌ها و گاری‌ها وارد حیدر آباد شدند تا آخرین نگاه اجمالی به بقایای مرگ پادشاه‌شان که تابوتش در قصر شاهی کوتی در حیدرآباد قرار داشت، بیندازند.
مراسم تشیع جنازه نظام، بزرگترین رویداد غیر مذهبی و غیر سیاسی بود که در تاریخ هند تا آن تاریخ برگزار شده‌بود.

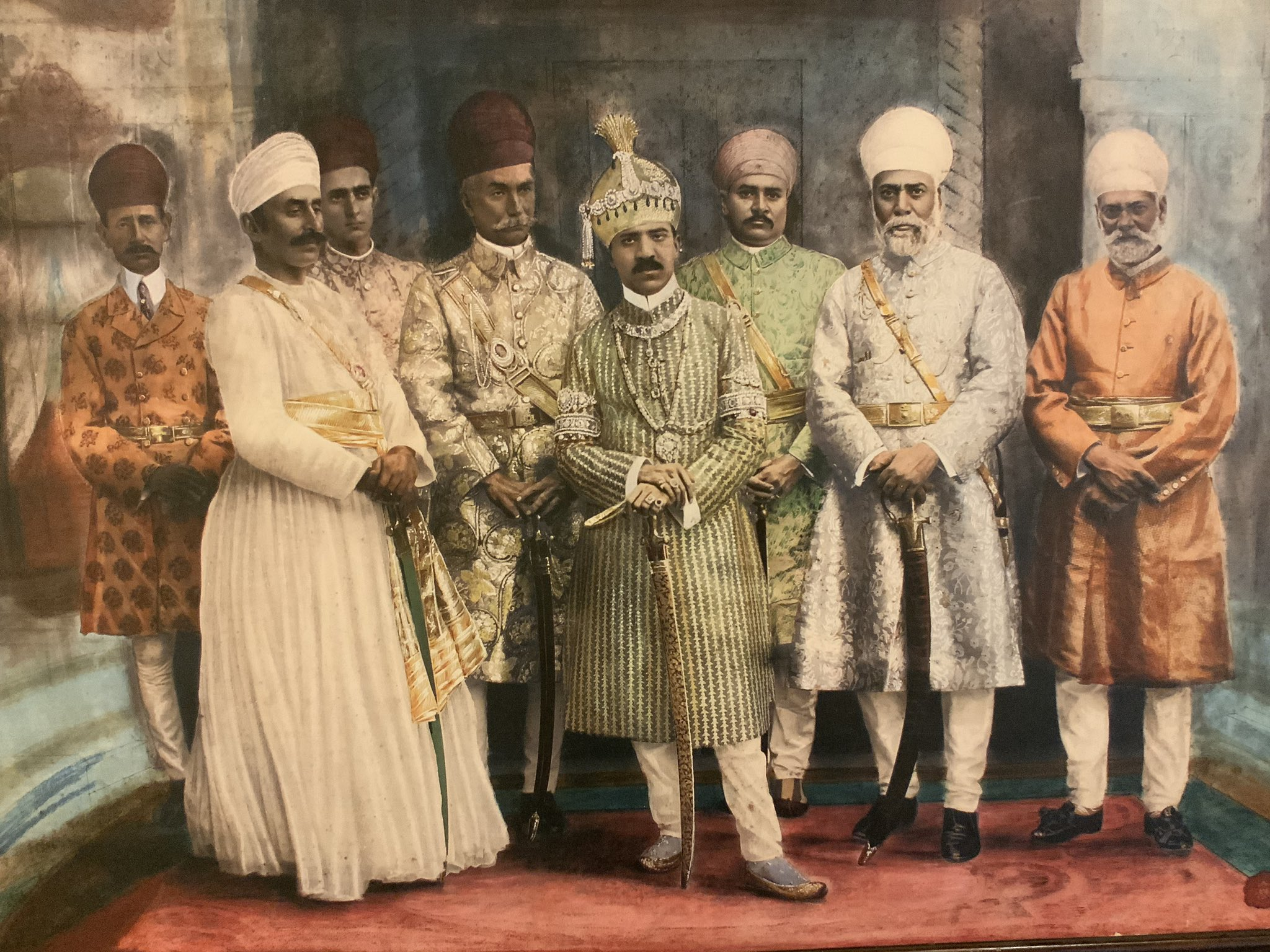
نظام

## نگارخانه

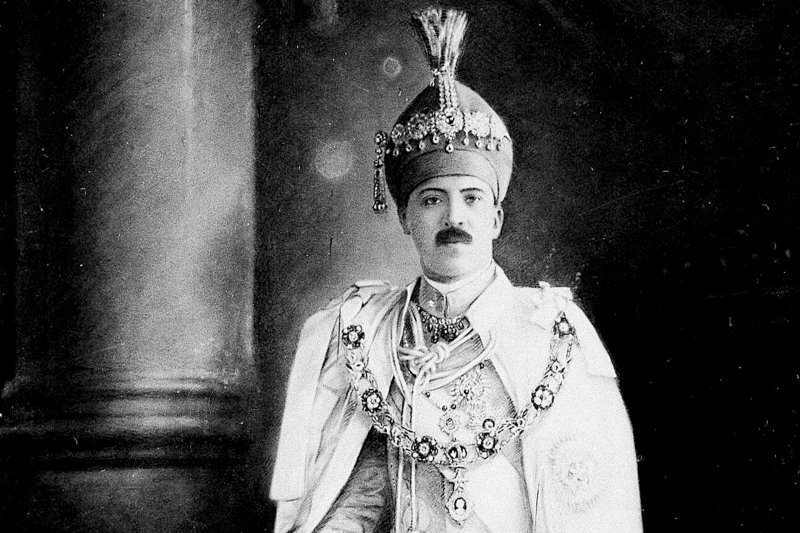
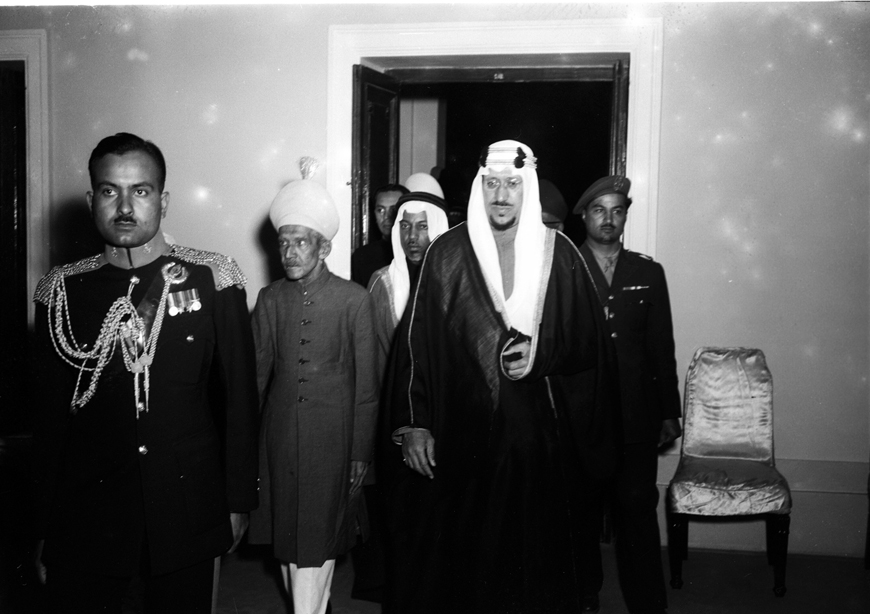